# 1963年日本

## 政府
- 天皇：裕仁
- 內閣總理大臣：池田勇人

## 大事紀

### 2月
- 2月10日——九州北部的五個城市合併為北九州市。

### 8月
- 8月13日——日本池田勇人內閣內閣會議通過由日本倉敷縲縈公司，向中共出售一套製造維尼龍工廠整廠設備的案子，工廠生產能力為每天生產人造纖維三十噸，價格為2,000萬美元；其中立即付款部分僅500萬美元，其餘1,500萬元由日本進出口銀行貸款，准由中共分5年分期支付，年息6分[1]。臺灣極力表示反對[2]:104。池田勇人則以「這是依循政經分離原則的貿易」為藉口，一意孤行。這座日本政府之此一決定，無異給中共以經濟援助，而維尼龍製品在軍用上也頗有價值，因此也可以算是軍援；當倉敷工廠案尚未解決之時，池田首相在國會發言，主張「兩個中國」，並稱中華民國為「蔣政權」，稱中共為「中華人民共和國」，又對新聞記者表示中華民國反攻大陸為夢想，激怒台灣上下[1]。
- 8月22日——外交部電駐日大使張厲生就日本出售2,000萬美元人造纖維工廠給中共一事提出交涉（8月28日，張厲生向日本外務省嚴重抗議，促日本取消人造纖維工廠售予中共。9月18日，日本首相池田勇人公然表示：中華民國沒有希望光復大陸。一群青年聚集臺北日本使館前示威抗議。9月20日，民眾向日本大使館投擲石塊表達不滿。9月21日，各界領袖堅決支持政府對日採取強硬措施。）[3]:692。

### 9月
- 9月19日——日本首相池田勇人在招待美國赫斯特報系總編輯等人時表示﹕「中共在三、五年內不會有變化；臺灣的反攻大陸政策，沒有依據，近乎幻想。」
- 9月21日——為表示不滿日本政府，召還駐日大使張厲生[1]。總統蔣中正接見美國記者，嚴斥日本首相池田勇人對中華民國光復大陸之能力表示懷疑之談話[3]:693。蔣接見由東京來到台北的赫斯特報系總編輯等同一批人士時，指出《中蘇友好同盟互助條約》係防日本軍國主義，並警告日本人勿忘歷史教訓[2]:105。

### 11月
- 11月9日——鶴見事故
- 11月21日——第30回眾議院議員總選舉。

## 出生
- 6月21日——青山剛昌，漫畫家。
- 12月9日——雅子，日本第126代皇后。
- 12月12日——折笠愛，配音員。